# 토브라마이신
토브라마이신(영어: Tobramycin)은 스트렙토미세스 테네브라리우스(Streptomyces tenebrarius)에서 추출된 아미노글리코사이드 계열 항생제이다. 다양한 세균, 특히 그람 음성균 감염 치료에 사용된다. 슈도모나스에 속하는 세균들에게 효과가 강력하다. 좁은범위 항생제에 속하며 황색포도상구균 같은 소수의 그람 양성균, 그리고 다수의 그람 음성균에 효과가 있다.
1955년 특허가 출원되었으며, 1974년 의료용으로 승인되었다. WHO 필수 의약품 목록에 등재되어 있다. 2021년 한 해 동안 미국에서 50만 건 이상 처방되어, 전체 약물 중 299번째로 많이 처방된 약물로 기록되었다.

## 의학적 사용
다른 아미노글리코사이드 계열 항생제와 마찬가지로, 토브라마이신은 위장관계를 지나지 않으므로 전신 투여를 위해서는 정맥 주사나 근육 주사를 이용해야만 한다. 점안액이나 안연고, 분무제 등은 전신 흡수가 적다. 분무제의 적응증은 낭포성 섬유증 진단을 받은 환자에서 녹농균(Pseudomonas aeruginosa) 만성 감염 악화의 치료이다.
토브라마이신 안약은 세균성 결막염과 같은 눈의 얕은 부분 감염 치료가 있다.
흡입제의 적응증에는 중증 혹은 생명을 위협할 수준의 여러 감염, 가령 패혈증, 뇌수막염, 하기도 감염, 복강내 감염, 피부 및 연조직 감염, 골수염, 합병증이 동반되거나 재발성인 요로감염증 등도 포함된다.

## 부작용
여타 아미노글리코사이드와 똑같이, 주된 부작용은 유전적으로 민감한 환자에서 나타나는 이독성과 평형 감각 상실이다. 그 외의 부작용에는 신독성, 신경근 독성, 과민반응 등이 있다. 치료 중 투여 횟수가 축적되거나 수면 중 세뇨관의 재흡수가 증가하면서 콩팥에서 소변이 농축되면 신독성이 특히 악화될 수 있다. 과도한 신독성이 나타나 콩팥 기능이 점차 악화되는 것을 막기 위해서 적절한 수분 공급이 필요하다.

### 금기증
다른 아미노글리코사이드 항생제에 과민성이 있는 환자에선 사용이 금기시된다. 또한 중증근무력증 환자에서는 주사제를 사용하지 않는다.

## 상호작용
근이완제나 디에틸에테르가 토브라마이신의 신경근 차단 효과를 증강시킬 수 있다.
흡입마취제인 메톡시플루레인이 토브라마이신 흡입제의 신독성을 더욱 악화시킬 수 있다. 마찬가지로 토브라마이신 주사제를 다른 신독성 혹은 이독성을 가진 약제와 병용할 시 부작용이 심해질 수 있다. 그러한 약제에는 암포테리신 B, 시클로스포린, 시스플라틴, 반코마이신, 푸로세미드 등이 있다. 푸로세미드 외의 다른 이뇨제 역시, 체액 내 토브라마이신 농도를 높이므로 부작용 위험을 증가시킬 수 있다.
토브라마이신을 베타-락탐 계열 항생제와 병용하여 상승작용을 노릴 수 있다. 그러나 동시에 투여하거나 콩팥 기능이 이미 악화된 환자에서는 두 약물이 서로 반응하여 항생제 활성을 가지지 않는 아마이드를 형성할 수 있다. 따라서 둘을 병용 투여할 시 서로 다른 경로로 투여한다.

## 작용 기전
토브라마이신은 세균의 30S와 50S 리보솜 소단위체에 결합하여 70S 복합체 형성을 방해한다. 이로 인해 mRNA가 단백질로 번역되지 못하게 되어 세균 세포가 사멸한다.

### 약동학
토브라마이신은 장에서 흡수되지 않는다. 주사로 투여했을 때 토브라마이신은 세포외액에 분포한다. 이때 토브라마이신이 콩팥의 세뇨관 세포나 속귀의 림프에 축적될 수 있다. 중추신경계나 모유에 도달하는 양은 적다. 토브라마이신은 태반을 통과 가능하며, 산모 혈중 농도의 약 20%가 태아 혈액에서 측정된다.
혈장 단백질에 결합하지도, 대사되지도 않는다. 생물학적 반감기는 2~3시간이며 대사되지 않은 상태로 콩팥으로 빠져나간다. 콩팥 겉질과 같은 깊은 부분에서 완전히 제거되는 것은 그 후 8~12시간 뒤이다. 신생아에서 반감기는 평균 4.6시간이나, 출생 체중이 가벼운 아기에서는 평균 8.7시간까지 길어진다. 콩팥 기능이 나쁜 환자에서도 반감기가 길어지며, 반면 심각한 화상이 있다면 반감기가 짧아질 수 있다.